# Kabinettssekretär (Namibia)
Der Kabinettssekretär (englisch Secretary to the Cabinet) ist eine hochrangige Position im politischen Gebilde Namibias. Der Inhaber dieses Amtes ist Mitglied der namibischen Regierung. Das Amt ist im Büro des Premierministers angesiedelt. Seine Amtsaufgaben liegen in Kapitel 6, Artikel 43 der Verfassung Namibias begründet.

## Liste der Kabinettssekretäre
| Amtsinhaber    | Amtszeit           | Kabinett                                   |
| -------------- | ------------------ | ------------------------------------------ |
| Emilia Mkusa   | ab dem 1. Mai 2025 | Nandi-Ndaitwah                             |
| George Simataa | 2015–2025          | Geingob I Geingob II Mbumba Nandi-Ndaitwah |
| Frans Kapofi   | 1999–2015          | Nujoma II Nujoma III Pohamba I Pohamba II  |
| Isaac Kaulinge | ca. 1993–1999 (?)  | Nujoma I Nujoma II                         |
| Nangolo Mbumba | 1990–ca. 1993      | Nujoma I                                   |